# Carolina (Suriname)
Pour les articles homonymes, voir Carolina.
Carolina est un ressort du Suriname, situé dans le district de Para. Lors du recensement de 2012, sa population est de 343 habitants. La plupart des habitants sont indigènes . 
La colonie de Jodensavanne, une zone autonome juive colonisée à partir de 1652 et abandonnée après un incendie en 1832, se trouve dans le ressort. 
Le village de Redi Doti, situé à proximité du site de Jodensavanne, est fondé en 1930 et abrite une population autochtone d'environ 100 personnes de descendance mixte kali'na et arawak.
La résidence secondaire de l'ancien président Johan Adolf Pengel, construite près de la Blackwatra, une crique aux eaux presque noires, est converti en lieu récréatif en 1970. Toutefois, ce lieu est connu pour avoir été le théâtre de violents combats lors de la guerre civile du Suriname à la fin des années 1980,. 